# أصحاب المصالح

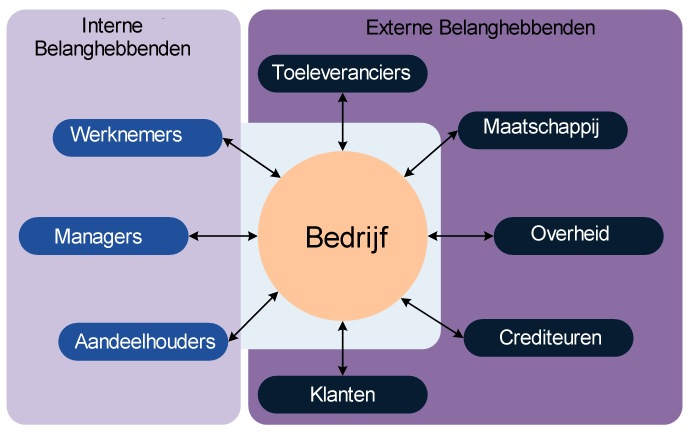

أصحاب المصالح أو حملة الأسهم أو الأطراف معنية أو ذوي العلاقة أو الطرف المؤثر أو أصحاب الحصص اصطلاحا جهات (أفراد أو مجموعات) قد تكون ضمن منظمة أو خارجها، لهم مصلحة في عمل المنظمة، وقادرون على أن يضغطوا عليها عند الضرورة. وقد تكون المصالح مالية أو غير ذلك. مثلا من أصحاب المصالح في الشركات، المساهمون والدائنون وحملة السندات والمستخدمون والعملاء والإدارة والمجتمع والحكومة.
صاحب المصلحة في شركة ما هو أي شخص أو جهة قد يكون لها تأثير أو قد تتأثر بالأحداث التي تفعلها الشركة بشكل عام. إن مفهوم «صاحب الشأن» تم استخدامه للمرة الأولى في عام 1963 في ملاحظة داخلية لمؤسسة ستانفورد للأبحاث (Stanford Research Institute). لقد عرّفت تلك الملاحظة أصحاب الشأن على أنهم «تلك المجموعة التي لولا دعمها لما عاد للشركة وجود». فيما بعد، قام إدوارد فريمان (R. Edward Freeman) في ثمانينيات القرن العشرين بتطوير النظرية والدفاع عنها. منذ ذلك الحين أصبح المصطلح يلاقي قبولا ورواجا في أوساط الأعمال وفي الأبحاث التي تتعلق بالإدارة الإستراتيجية وحوكمة الشركات وأهداف الأعمال والمسؤولية المجتمعية للشركات.لقد تم لاحقا توسيع المعنى الذي يشمله المصطلح ليصبح أي شخص لديه اهتمام بأمر ما.